# Ashikaga Yoshiakira
Ashikaga Yoshiakira (tiếng Nhật: 足利 義詮, Túc Lợi Nghĩa Thuyên; 4 tháng 7 năm 1330 — 28 tháng 12 năm 1367) là shogun thứ hai của Mạc phủ Ashikaga ở Nhật Bản, nắm quyền từ năm 1358 đến năm 1367.